# Daetz-Centrum

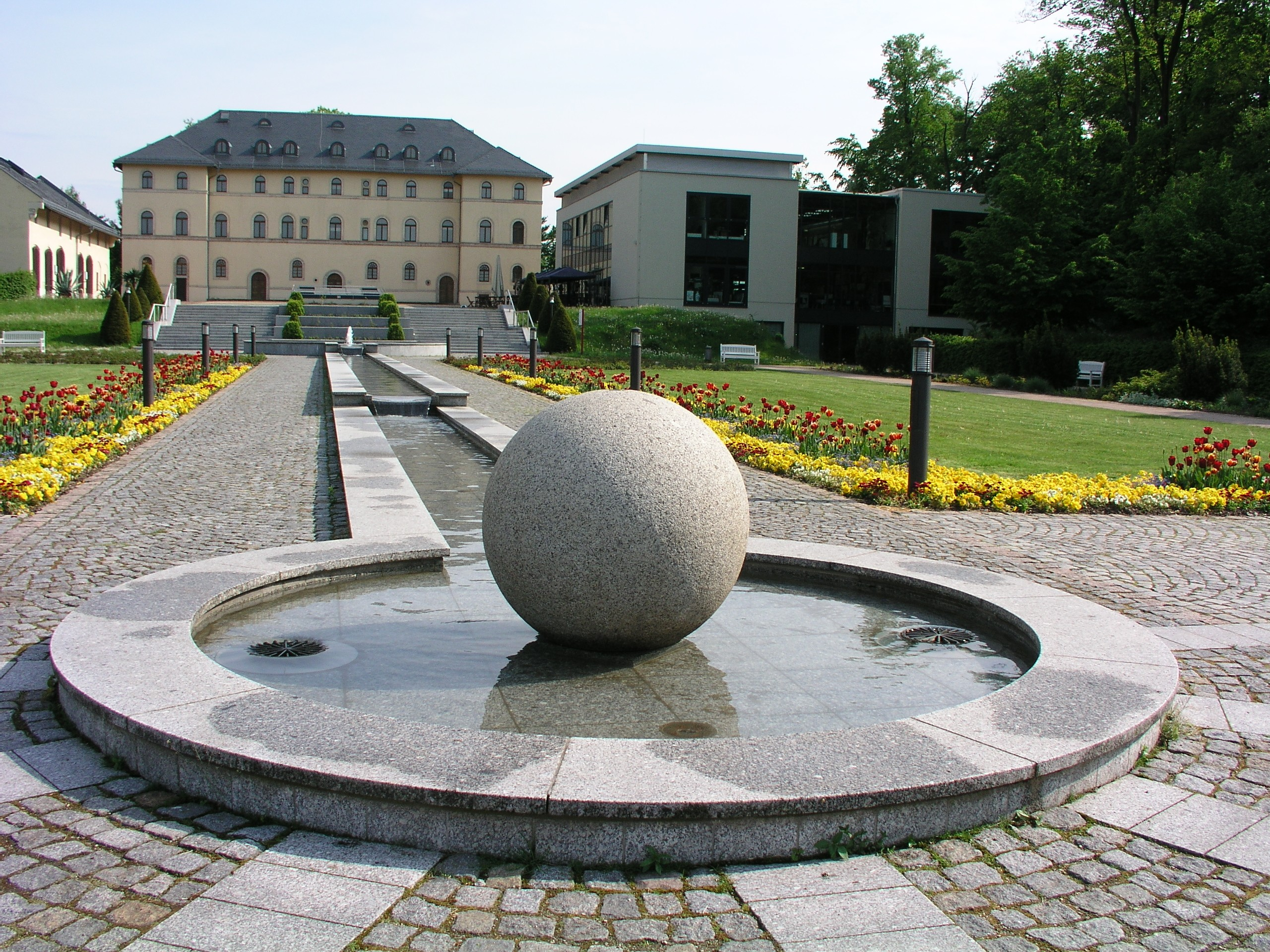
Blick auf das Schlosspalais von Lichtenstein/Sa.

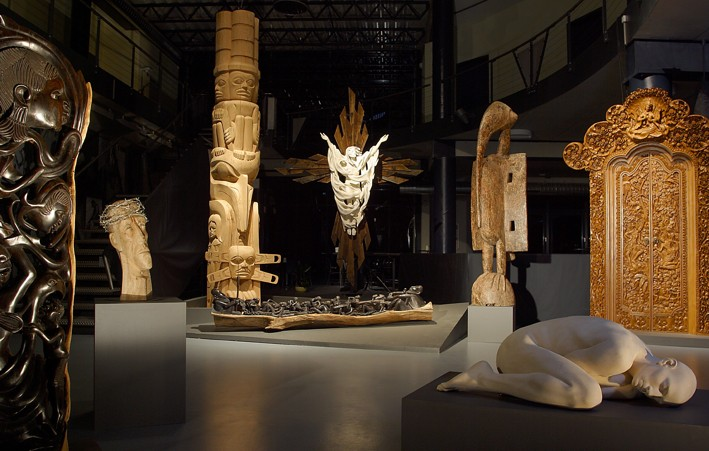
Blick in die ehemalige Skulpturensammlung im Daetz-Centrum Lichtenstein

Das Daetz-Centrum beherbergte von 2001 bis 2022 als Internationales Kompetenzzentrum für Holzbildhauerkunst Im Schlosspalais von Lichtenstein/Sa. eine Sammlung von Skulpturen aus mehr als 30 Ländern. Seinen Namen verdankte die Einrichtung dem Gründer-Ehepaar Marlene und Peter Daetz, das 1998 die Daetz-Stiftung gründete. Seit dem Auszug der Sammlung internationaler Holzkunst wird das Gebäudeensemble unter dem Namen Kultur.Palais.Lichtenstein als städtisches Kultur-, Ausstellungs- und Tagungszentrum genutzt. Übergangsweise als Schaudepot, sind dort auch die historischen Sammlungen des Museums der Stadt Lichtenstein/Sa. zu besichtigen.
Seit der Eröffnung hatte das Daetz-Centrum laut Angaben der Daetz-Stiftung mehr als eine halbe Million Besucher. Die hier präsentierte Dauerausstellung Meisterwerke in Holz zeigte über 550 Skulpturen aus fünf Kontinenten und vermittelte anhand des Mediums Holz Wissen über die verschiedenen Kunst- und Kunsthandwerkstraditionen der Welt. Schwerpunkte der Sammlung waren ozeanische Kunst, Kunst der Makonde, Westafrikas und Marokkos, Werke europäischer Holzbildhauer vornehmlich aus Südtirol, indianische Kunst der Hopi, Eskimos, und der Westküstenstämme sowie asiatische Arbeiten insbesondere aus China, Indonesien, Indien und Thailand.
Wechselnde Sonderausstellungen widmeten sich verschiedensten Aspekten internationaler Kulturen und insbesondere der modernen Holzbildhauerkunst aus Deutschland und der Welt, zum Beispiel die ethnologische Weihnachtsausstellung Andere Länder, andere Krippen. Regelmäßige Weiterbildungsprogramme und Workshops sowie Symposien und kulturelle Veranstaltungen ergänzten das Spektrum des Kompetenzzentrums.
Die Dauerausstellung des Daetz-Centrums wurde Anfang 2018 geschlossen. Sonderausstellungen zu den Themenschwerpunkten Holz und Regionalgeschichte konnten noch bis 2022 besucht werden.
In virtuellen 3D-Rundgängen ist die ehemalige Dauerausstellung weiterhin über die Internetseite der Daetz-Stiftung zu besichtigen. Seit 2009 steht ein Modell des Daetz-Centrums Lichtenstein in Deutschlands ältestem Miniaturpark Klein-Erzgebirge in Oederan.